# Le Fils de Tarass Boulba
Pour les articles homonymes, voir Tarass Boulba (homonymie).
Pour plus de détails, voir Fiche technique et Distribution.
Le Fils de Tarass Boulba (Taras Bulba, il cosacco) est un film franco-italien réalisé par Henry Zaphiratos et Ferdinando Baldi,, sorti en 1962.
Il est inspiré du roman Tarass Boulba de Nicolas Gogol. Il est parfois confondu avec l'adaptation cinématographique américaine Taras Bulba sorti la même année.

## Synopsis
Tarass Boulba, chef des Cosaques zaporogues (orthodoxes) refuse que ses fils soient emmenés en otages à Cracovie auprès du roi de Pologne (catholique). Il les fait revenir de Kiev, où ils étudiaient, à la Setch (campement cosaque), et les provoque en combat singulier au cours d'une grande fête qui tourne à l'orgie. Mais à Kiev, André, son jeune fils est tombé passionnément amoureux de Nadia, la fille du voïvode polonais. Les chefs cosaques refusent de payer le tribut au roi de Pologne et déclenchent différentes attaques contre les Tartares, et les Polonais. Ceux-ci tentent d'assassiner Tarass, défendu par son fils, et il est sauvé. Mais les Tartares enlèvent André qu'ils livrent au voïvode à Doubno.
En plein hiver, dans la neige, l'armée des Cosaques investit Doubno. Le voïvode exhibe André et menace de l'exécuter si Tarass Boulba n'arrête pas son attaque. Mais André s'échappe, gagne les rangs des Cosaques qui repartent à l'assaut. La ville va tomber. Tarass sachant qu'André aime la fille du voïvode exige qu'on la lui livre pour la vendre comme esclave sur un marché de Constantinople. Nadia, malgré les ordres de son père, pour sauver la cité vient se livrer à Tarass Boulba. André furieux contre cette injustice l'enlève au galop, et la ramène dans Doubno. Tarass Boulba prend la ville dans une charge furieuse. Au cours des combats, Nadia est blessée à mort et André fou de douleur prend le parti des Polonais et se lance dans un assaut déchaîné contre ses frères.
Tarass voit son fils trahir, de rage il fait arrêter le combat et dans un grand silence exécute son fils qui s'effondre sur le corps de Nadia.

## Fiche technique
Sauf indication contraire, les informations mentionnées dans cette section peuvent être confirmées par la base de données cinématographiques Unifrance,  présente dans la section « Liens externes ».
- Titre original français : Le Fils de Tarass Boulba ou Tarass Boulba[3],[1],[2]
- Titre original italien : Taras Bulba, il cosacco[4],[1],[2]
- Réalisateur : Ferdinando Baldi, Henry Zaphiratos
- Scénario, adaptation et dialogues : Ferdinando Baldi, Henry Zaphiratos, Ennio De Concini[4]
- Conseiller historique : Commandant Chodzko
- Directeur de la photographie : Massimo Dallamano, Amerigo Gengarelli[4]
- Musique : Louiguy (Hortensia-Paris)
- Studios Zagreb et Cinecitta
- Format : Couleur - 2,35:1 - 35 mm - Son mono
- Genre : Action
- Pays d'origine :  France -  Italie
- Durée : 96 minutes
- Date de sortie :
  - Iran : 7 septembre 1962
  - Belgique : 1er janvier 1964
  - France : 11 novembre 1964

## Distribution
- Jean-François Poron  (VF : lui-même) : André
- Vladimir Medar (de)  (VF : Claude Bertrand) : Tarass Boulba
- Lorella De Luca : Nadia
- André Huc-Santana (Huc Santana) : Gurko
- Fosco Giachetti  (VF : Jean-Henri Chambois) : Voïvode
- Erno Crisa : Envoyé du roi de Pologne
- Georges Reich : Ostap
- Sylvia Sorrente : La Gitane
- Andrea Scotti : Prince Lipowsky
- Mirko Ellis  (VF : Roger Rudel) : Prince Chipkine